# Darren Elkins
Darren Keith Elkins (Portage, Indiana, Estados Unidos, 16 de mayo de 1984) es un artista marcial mixto estadounidense que compite en la división de peso de pluma de Ultimate Fighting Championship.

## Primeros años
Nació en Hobart, Indiana, y compitió cuatro años en la lucha libre para Portage High School. Quedó séptimo en el estado de Indiana como estudiante de primer año, se clasificó para la competición estatal como estudiante de segundo año, quedó tercero como estudiante de tercer año y fue campeón estatal como estudiante de último año de secundaria. Darren también ganó múltiples campeonatos estatales de estilo libre cuando era joven. Fue a la universidad durante dos años y luchó en la Universidad de Wisconsin Parkside, pero no terminó su formación en la universidad ni obtuvo un título.

## Carrera de artes marciales mixtas

### Ultimate Fighting Championship
Debutó en la UFC contra Duane Ludwig el 21 de marzo de 2010 en UFC Live: Vera vs. Jones. Ganó el combate por TKO en el primer asalto.
Se enfrentó a Charles Oliveira el 1 de agosto de 2010 en UFC Live: Jones vs. Matyushenko. Perdió el combate por sumisión en el primer asalto.
Se esperaba que se enfrentara a Edson Barboza el 20 de noviembre de 2010 en UFC 123, pero se vio obligado a abandonar la cartelera por una lesión y fue sustituido por Mike Lullo.
Se enfrentó a Michihiro Omigawa el 11 de junio de 2011 en UFC 131. Ganó el combate por decisión unánime.
Se enfrentó a Zhang Tiequan el 8 de octubre de 2011 en UFC 136. Ganó el combate por decisión unánime.
Se enfrentó Diego Brandão el 26 de mayo de 2012, en UFC 146. Ganó el combate por decisión unánime.
Se enfrentó a Steven Siler el 17 de noviembre de 2012 en UFC 154. Ganó el combate por decisión unánime.
Se enfrentó a Antonio Carvalho el 16 de marzo de 2013 en UFC 158. Ganó el combate por TKO en el primer asalto.
Se enfrentó a Chad Mendes el 20 de abril de 2013 en UFC on Fox: Henderson vs. Melendez. Perdió el combate por TKO en el primer asalto.
Se enfrentó a Hatsu Hioki el 28 de agosto de 2013 en UFC Fight Night: Condit vs. Kampmann 2. Ganó el combate por decisión unánime.
Se enfrentó a Jeremy Stephens el 25 de enero de 2014 en UFC on Fox: Henderson vs. Thomson. Perdió el combate por decisión unánime.
Se esperaba que se enfrentara a Tatsuya Kawajiri el 20 de septiembre de 2014 en UFC Fight Night: Hunt vs. Nelson, pero el combate nunca se materializó ya que Kawajiri fue apartado indefinidamente con un desprendimiento de retina.
Se enfrentó a Lucas Martins el 25 de octubre de 2014 en UFC 179. Ganó el combate por decisión dividida.
Se enfrentó a Hacran Dias el 20 de diciembre de 2014 en UFC Fight Night: Machida vs. Dollaway. Perdió el combate por decisión unánime.
Se enfrentó a Robert Whiteford el 24 de octubre de 2015 en UFC Fight Night: Holohan vs. Smolka. Ganó el combate por decisión unánime.
Se enfrentó a Chas Skelly el 5 de marzo de 2016 en UFC 196. Ganó el combate por decisión unánime.
Se enfrentó a Godofredo Pepey el 23 de julio de 2016 en UFC on Fox: Holm vs. Shevchenko. Ganó el combate por una decisión unánime.
Se enfrentó a Mirsad Bektić el 4 de marzo de 2017 en UFC 209. Ganó el combate por KO en el tercer asalto. Está ampliamente considerado como uno de los mayores regresos en la historia de la UFC. Esta victoria le valió el premio a la Actuación de la Noche.
Se enfrentó a Dennis Bermudez el 22 de julio de 2017 en UFC on Fox: Weidman vs. Gastelum. Ganó el combate por decisión dividida.
Se enfrentó a Michael Johnson el 14 de enero de 2018 en UFC Fight Night: Stephens vs Choi. Ganó el combate por sumisión en el segundo asalto. Esta victoria le valió el premio a la Actuación de la Noche.
Se enfrentó a Alexander Volkanovski el 14 de julio de 2018 en UFC Fight Night: dos Santos vs. Ivanov. Perdió el combate por decisión unánime.
Se enfrentó a Ricardo Lamas el 17 de noviembre de 2018 en UFC Fight Night: Magny vs. Ponzinibbio. Perdió el combate por TKO en el tercer asalto.
Se enfrentó a Ryan Hall el 13 de julio de 2019 en UFC Fight Night: de Randamie vs. Ladd. Perdió el combate por decisión unánime.
Se enfrentó a Nate Landwehr el 16 de mayo de 2020 en UFC on ESPN: Overeem vs. Harris. Perdió el combate por decisión unánime.
Se enfrentó a Luiz Eduardo Garagorri el 7 de noviembre de 2020 en UFC on ESPN: Santos vs. Teixeira. Ganó el combate por sumisión en el tercer asalto.
Se enfrentó a Darrick Minner el 24 de julio de 2021 en UFC on ESPN: Sandhagen vs. Dillashaw. Ganó el combate por TKO en el segundo asalto. Esta victoria le valió el premio a la Actuación de la Noche.
Se enfrentó a Cub Swanson el 18 de diciembre de 2021, en UFC Fight Night: Lewis vs. Daukaus. Perdió el combate por TKO en el primer asalto.
Se enfrentó a Tristan Connelly el 30 de abril de 2022 en UFC on ESPN: Font vs. Vera. Ganó el combate por decisión unánime.
Se enfrentó a Jonathan Pearce el 3 de diciembre de 2022 en UFC on ESPN 42. Perdió la pelea por decisión unánime.
Se enfrentó a TJ Brown el 14 de octubre de 2023 en UFC Fight Night 230. Ganó la pelea a través de una sumisión por estrangulamiento trasero en el tercer asalto.
Se enfrentó a Daniel Pineda el 19 de octubre de 2024 en UFC Fight Night 245. Ganó la pelea por decisión unánime.

## Campeonatos y logros
- Ultimate Fighting Championship
  - Actuación de la Noche (tres veces) vs. Mirsad Bektić y Michael Johnson y Darrick Minner[42]
  - Mayor número de combates en la división de peso pluma de la UFC (24)[47]
  - Mayor número de victorias por decisión en la división de peso pluma de la UFC (11)[48]
  - Mayor número de victorias por decisión unánime en la división de peso pluma de la UFC (9)
  - Mayor número de derribos en la división de peso pluma de la UFC (54)
  - Mayor número de intentos de sumisión en la división del peso pluma de la UFC (22)[48]

- MMAJunkie.com
  - Regreso del año 2017 vs. Mirsad Bektić[49]

## Récord en artes marciales mixtas
| Resultado | Récord | Oponente               | Método                                     | Evento                                 | Fecha                    | Ronda | Tiempo | Localización                  | Notas                                 |
| --------- | ------ | ---------------------- | ------------------------------------------ | -------------------------------------- | ------------------------ | ----- | ------ | ----------------------------- | ------------------------------------- |
| Victoria  | 29-11  | Daniel Pineda          | Decisión (unánime)                         | UFC Fight Night: Hernandez vs. Pereira | 19 de octubre de 2024    | 3     | 5:00   | Las Vegas, Nevada             | Pelea de la Noche.                    |
| Victoria  | 28-11  | T.J. Brown             | Sumisión (rear-naked choke)                | UFC Fight Night: Yusuff vs. Barboza    | 14 de octubre de 2023    | 3     | 2:23   | Las Vegas, Nevada             |                                       |
| Derrota   | 27-11  | Jonathan Pearce        | Decisión (unánime)                         | UFC on ESPN: Thompson vs. Holland      | 9 de diciembre de 2022   | 3     | 5:00   | Orlando, Florida              |                                       |
| Victoria  | 27-10  | Tristan Connelly       | Decisión (unánime)                         | UFC on ESPN: Font vs. Vera             | 30 de abril de 2022      | 3     | 5:00   | Las Vegas, Nevada             |                                       |
| Derrota   | 26-10  | Cub Swanson            | TKO (patada giratoria y puñetazos)         | UFC Fight Night: Lewis vs. Daukaus     | 18 de diciembre de 2021  | 1     | 2:12   | Las Vegas, Nevada             |                                       |
| Victoria  | 26-9   | Darrick Minner         | TKO (puñetazos)                            | UFC on ESPN: Sandhagen vs. Dillashaw   | 24 de julio de 2021      | 2     | 3:48   | Las Vegas, Nevada             | Actuación de la Noche.                |
| Victoria  | 25-9   | Luiz Eduardo Garagorri | Sumisión (estrangulamiento por detrás)     | UFC on ESPN: Santos vs. Teixeira       | 7 de noviembre de 2020   | 3     | 2:22   | Las Vegas, Nevada             |                                       |
| Derrota   | 24-9   | Nate Landwehr          | Decisión (unánime)                         | UFC on ESPN: Overeem vs. Harris        | 16 de mayo de 2020       | 3     | 5:00   | Jacksonville, Florida         |                                       |
| Derrota   | 24-8   | Ryan Hall              | Decisión (unánime)                         | UFC Fight Night: de Randamie vs. Ladd  | 13 de julio de 2019      | 3     | 5:00   | Sacramento, California        |                                       |
| Derrota   | 24-7   | Ricardo Lamas          | TKO (codazos y puñetazos)                  | UFC Fight Night: Magny vs. Ponzinibbio | 17 de noviembre de 2018  | 3     | 4:09   | Buenos Aires                  |                                       |
| Derrota   | 24-6   | Alexander Volkanovski  | Decisión (unánime)                         | UFC Fight Night: dos Santos vs. Ivanov | 14 de julio de 2018      | 3     | 5:00   | Boise, Idaho                  |                                       |
| Victoria  | 24-5   | Michael Johnson        | Sumisión (estrangulamiento por detrás)     | UFC Fight Night: Stephens vs. Choi     | 14 de enero de 2018      | 2     | 2:22   | San Luis, Misuri              |                                       |
| Victoria  | 23-5   | Dennis Bermudez        | Decisión (dividida)                        | UFC on Fox: Weidman vs. Gastelum       | 22 de julio de 2017      | 3     | 5:00   | Uniondale, Nueva York         |                                       |
| Victoria  | 22-5   | Mirsad Bektić          | KO (puñetazos)                             | UFC 209                                | 4 de marzo de 2017       | 3     | 3:19   | Las Vegas, Nevada             | Actuación de la Noche.                |
| Victoria  | 21-5   | Godofredo Pepey        | Decisión (unánime)                         | UFC on Fox: Holm vs. Shevchenko        | 23 de julio de 2016      | 3     | 5:00   | Chicago, Illinois             |                                       |
| Victoria  | 20-5   | Chas Skelly            | Decisión (unánime)                         | UFC 196                                | 5 de marzo de 2016       | 3     | 5:00   | Las Vegas, Nevada             |                                       |
| Victoria  | 19-5   | Robert Whiteford       | Decisión (unánime)                         | UFC Fight Night: Holohan vs. Smolka    | 24 de octubre de 2015    | 3     | 5:00   | Dublín                        |                                       |
| Derrota   | 18-5   | Hacran Dias            | Decisión (unánime)                         | UFC Fight Night: Machida vs. Dollaway  | 20 de diciembre de 2014  | 3     | 5:00   | Barueri                       |                                       |
| Victoria  | 18-4   | Lucas Martins          | Decisión (dividida)                        | UFC 179                                | 25 de octubre de 2014    | 3     | 5:00   | Río de Janeiro                |                                       |
| Derrota   | 17-4   | Jeremy Stephens        | Decisión (unánime)                         | UFC on Fox: Henderson vs. Thomson      | 25 de enero de 2014      | 3     | 5:00   | Chicago, Illinois             |                                       |
| Victoria  | 17-3   | Hatsu Hioki            | Decisión (unánime)                         | UFC Fight Night: Condit vs. Kampmann 2 | 28 de agosto de 2013     | 3     | 5:00   | Indianápolis                  |                                       |
| Derrota   | 16-3   | Chad Mendes            | TKO (puñetazos)                            | UFC on Fox: Henderson vs. Melendez     | 20 de abril de 2013      | 1     | 1:08   | San José, California          |                                       |
| Victoria  | 16-2   | Antonio Carvalho       | TKO (puñetazos)                            | UFC 158                                | 16 de marzo de 2013      | 1     | 3:06   | Montreal, Quebec              |                                       |
| Victoria  | 15-2   | Steven Siler           | Decisión (unánime)                         | UFC 154                                | 17 de noviembre de 2012  | 3     | 5:00   | Montreal, Quebec              |                                       |
| Victoria  | 14-2   | Diego Brandão          | Decisión (unánime)                         | UFC 146                                | 26 de mayo de 2012       | 3     | 5:00   | Las Vegas, Nevada             |                                       |
| Victoria  | 13-2   | Zhang Tiequan          | Decisión (unánime)                         | UFC 136                                | 8 de octubre de 2011     | 3     | 5:00   | Houston, Texas                |                                       |
| Victoria  | 12-2   | Michihiro Omigawa      | Decisión (unánime)                         | UFC 131                                | 11 de junio de 2011      | 3     | 5:00   | Vancouver, Columbia Británica | Debut en el peso pluma.               |
| Derrota   | 11-2   | Charles Oliveira       | Sumisión (barra de brazo)                  | UFC Live: Jones vs. Matyushenko        | 1 de agosto de 2010      | 1     | 0:41   | San Diego, California         |                                       |
| Victoria  | 11-1   | Duane Ludwig           | TKO (lesión de tobillo)                    | UFC Live: Vera vs. Jones               | 21 de marzo de 2010      | 1     | 0:44   | Broomfield, Colorado          |                                       |
| Victoria  | 10-1   | Gideon Ray             | Decisión (unánime)                         | Hoosier FC 1: Raise Up                 | 20 de noviembre de 2009  | 3     | 3:00   | Valparaíso, Indiana           |                                       |
| Victoria  | 9-1    | Tim Hague              | TKO (puñetazos)                            | Total Fight Challenge 17               | 10 de octubre de 2009    | 1     | 1:27   | Hammond, Indiana              |                                       |
| Derrota   | 8-1    | Ted Worthington        | TKO (parada médica)                        | Duneland Classic 6                     | 12 de septiembre de 2009 | 1     | 0:13   | Crown Point, Indiana          |                                       |
| Victoria  | 8-0    | Danny Rodriguez        | Sumisión (estrangulamiento por detrás)     | Total Fight Challenge 15               | 30 de mayo de 2009       | 1     | 1:36   | Hammond, Indiana              |                                       |
| Victoria  | 7-0    | Pat Curran             | Decisión (unánime)                         | C3: Domination                         | 22 de noviembre de 2008  | 3     | 5:00   | Hammond, Indiana              | Ganó el Campeonato de Peso Ligero C3. |
| Victoria  | 6-0    | Kenny Klein            | TKO (puñetazos)                            | C3: Summer Fight Fest 3                | 15 de agosto de 2008     | 1     | 1:36   | Highland, Indiana             |                                       |
| Victoria  | 5-0    | Decarlo Johnson        | Sumisión (estrangulamiento por guillotina) | C3: Corral Combat Classic 2            | 26 de abril de 2008      | 2     | 0:24   | Hammond, Indiana              |                                       |
| Victoria  | 4-0    | Atsuhiro Tsuboi        | Sumisión (estrangulamiento de Von Flue)    | Bodog Fight: Vancouver                 | 24 de agosto de 2007     | 1     | 1:55   | Vancouver, Columbia Británica |                                       |
| Victoria  | 3-0    | Daniel Wanderley       | TKO (parada médica)                        | IMMAC 2: Attack                        | 21 de abril de 2007      | 1     | 5:00   | Chicago, Illinois             |                                       |
| Victoria  | 2-0    | Matt Joseph            | TKO (puñetazos)                            | Bourbon Street Brawl 3                 | 4 de abril de 2007       | 1     | N/A    | Chicago, Illinois             |                                       |
| Victoria  | 1-0    | Jeremy Markam          | TKO (puñetazos)                            | Bourbon Street Brawl 2                 | 24 de enero de 2007      | 1     | N/A    | Chicago, Illinois             |                                       |